# 高洁 (量子物理计量专家)
高洁（1937年6月14日—），男，山东济南人，中国量子物理计量专家。

## 生平
1962年毕业于北京大学物理系。1999年当选为中国工程院院士。